# 메히요네스
메히요네스(스페인어: Mejillones)는 칠레 안토파가스타 주 안토파가스타 현의 코무나이다.